# Tử Kim
Tử Kim (chữ Hán giản thể: 紫金县, âm Hán Việt: Tử Kim huyện) là một huyện thuộc địa cấp thị Hà Nguyên, tỉnh Quảng Đông, Cộng hòa Nhân dân Trung Hoa. Huyện Tử Kim nằm ở trung bộ Quảng Đông, có diện tích 3627 km², dân số năm 2002 là 750.000 người. Huyện Tử Kim giáp các huyện: Ngũ Hoa, Ân Đông, Lục Hà, Bác La và quận Ân Dương. Mã số bưu chính của Tử Kim là 517400, mã vùng điện thoại 0762. Về mặt hành chính, huyện Tử Kim được chia thành 20 trấn: Tử Thành, Trung Bá, Long Sào, Cửu Hòa, Thượng Nghĩa, Lam Đường, Phong An, Nghĩa Dung, Cổ Trúc, Lâm Giang, Bách Bộ, Hoàng Đường, Kính Tử, Ô Thạch, Thủy Đôn, Nam Lĩnh, Tô Khu, Ngoã Khê, Phụ Thành, Hảo Nghĩa. Huyện lỵ đóng ở Tử Thành.